# Cristina Badosa i Mont
Cristina Badosa i Mont (Barcelona, 1950) és una historiadora de la literatura especialitzada en Josep Pla.
Llicenciada en Filosofia i Lletres (1976) per la Universitat Autònoma de Barcelona amb un estudi sobre l'evolució literària de Josep Pla a partir dels pròlegs als seus llibres. Ha estat lectora a la Universitat de Salford (Manchester, 1978-1979) i a la Universitat de Sheffield (1979-1980). Del 1981 al 1992, i del 1994 al 1999 va ser professora agregada a l'ensenyament secundari públic a l'àrea de Barcelona. Va presentar la tesi doctoral el 1993 a la Universitat de Perpinyà, Biografia de Josep Pla: una etapa de crisi ideològica i literària (1927-1939). El 1992-1993 va fer un màster a la Universitat d'Essex sobre traducció literària on es va centrar en l'obra d'Angela Carter.
Del 1999 al 2002 va ser Maître de Conférences (titular) a l'IFCT (Institut Franco Català Transfronterer) de la Universitat de Perpinyà Via Domitia. El 2000 va presentar l'HDR (Habilitation à Diriger des Recherches). Del 2002 fins al 2016 va ser Professeur des Universités (catedràtica) de llengua i cultura catalanes, es va centrar en l'ensenyament i estudi de la literatura catalana. Va crear i dirigir la Licence Professionnelle Activités et Techniques de Communication, especialitat Traducció-Interpretació entre l'IFCT i la Facultat de Traductors i Intèrprets de la UAB, del 2002 al 2007. Membre elegit del CNU (Conseil National des Universités) section 73, Cultures et Langues Régionales, especialitat català. Del 1999 al 2007 va formar part dels grup de recerca ICRECS (Institut Català en Ciències Socials) i del 2007 al 2016 del VECT (Voyages, Echanges, Confrontations, Transformations), que es va integrar al CRESEM.
Va fer part de l'equip de redacció i va tenir cura de l'edició dels Índexs a l'obra completa de Josep Pla publicat el 1988. S'ha especialitzat en l'estudi de l'obra de Josep Pla, l'edició de la seva tesi doctoral va generar polèmica en explicar la col·laboració de Josep Pla amb l'espionatge franquista durant la guerra civil. Ha publicat estudis sobre l'obra de Joaquim Ruyra, Joan Vinyoli, i sobre el camp literari a Catalunya Nord. També ha estudiat l'obra de l'escriptora anglesa Angela Carter.
El 2013 va fer el Màster d’Estudis Teatrals sobre els Espectacles fora muralles a Perpinyà entre els segles XIX i XX.

## Obres destacades
Jacobé i altres narracions de Joaquim Ruyra, Ed. Andros 1987
Josep Pla: el difícil equilibri entre literatura i política (1927-1939), Curial 1994, Premi Crítica Serra d'Or 1995, 
Josep Pla: biografia del solitari. Edicions 62, 1995. Edició en castellà Josep Pla, Biografía del solitario, Editoral Alfaguara 1997.

## Traduccions
Agatha Christie, Mort en els núvols, La Llar del Llibre 1987.
Saskia Sassen, Sobre la forma urbana. Economia i espai en la societat global, Ajuntament de Barcelona 1991.
Angela Carter, La cambra sagnant, Ed. Proa 2000.